# Phalangium opilio

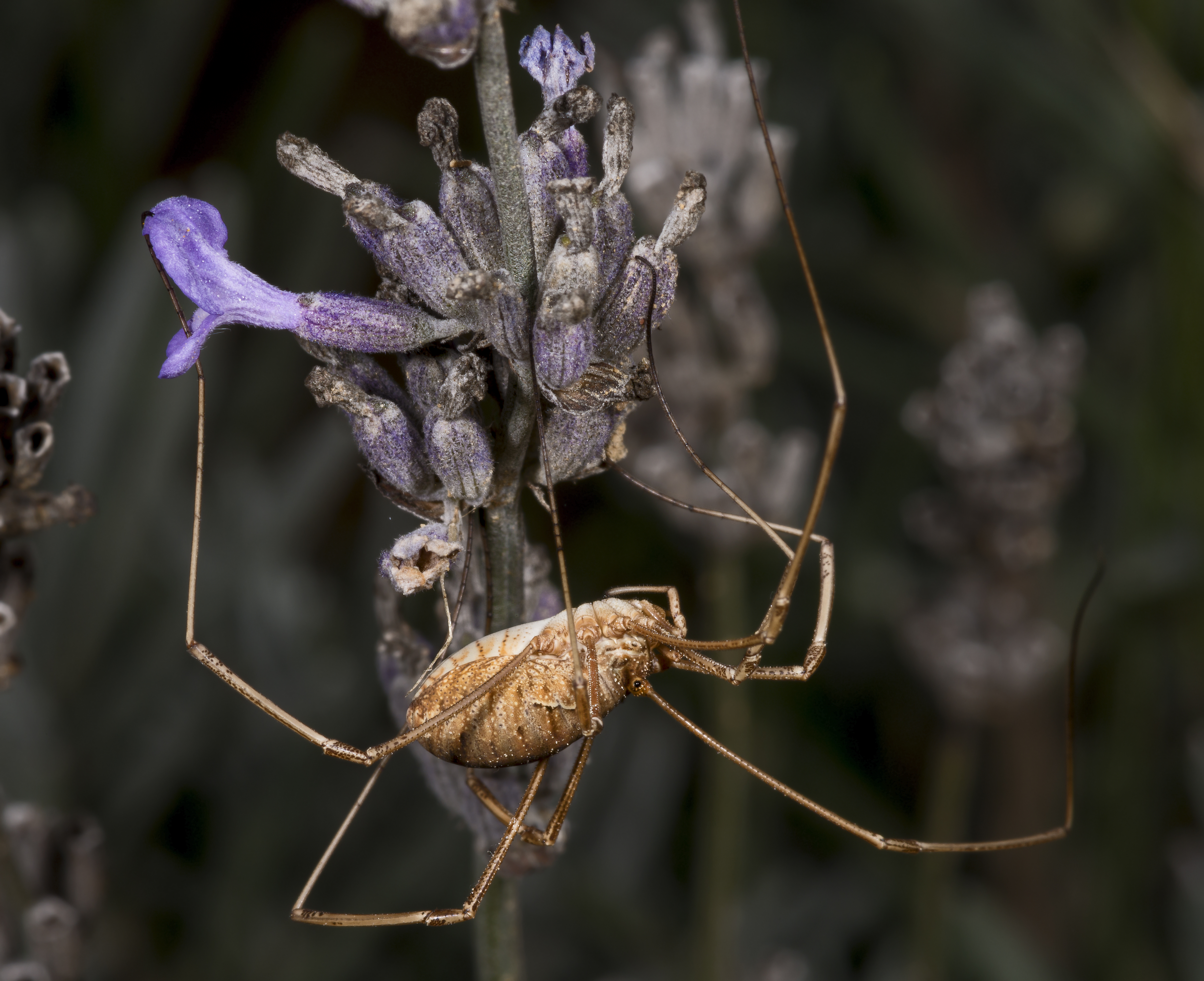
Weibchen, Seitenansicht

Der Hornweberknecht (Phalangium opilio), auch Hornkanker genannt, ist ein Weberknecht aus der Familie der Schneider (Phalangiidae). Er ist einer der fünf in Europa vorkommenden Arten der Gattung Phalangium.

## Merkmale
Männchen und Weibchen dieser Art unterscheiden sich in ihrem Bau deutlich voneinander (Geschlechtsdimorphismus). Die kleineren Männchen sind vier bis sechs Millimeter lang, die Weibchen erreichen eine Körperlänge zwischen fünf und sieben Millimetern. Die Cheliceren der Männchen sind ungewöhnlich ausgebildet. Die Scherenhand ist nach oben spitz ausgezogen. Diese Verlängerung wird nach vorn getragen, die Zangen selbst kommen dadurch unter die Scherenstiele zu liegen. Durch diese nach vorn zeigenden Spitzen, die in ihrer Größe stark variieren können, ist das Männchen leicht erkennbar. 
Dem Weibchen fehlt diese Verlängerung der Scherenhand. Es besitzt auf dem Rücken einen dunklen Sattelfleck, der seitlich noch dunkler wird und durch einen weißen Streifen begrenzt ist. Der weiße Streifen schnürt den Sattelfleck doppelt ein. Bei den Männchen dagegen ist der Sattelfleck seitlich nicht abgegrenzt, sondern geht fließend in die Seite über. 
Beide Geschlechter sind ausgesprochen langbeinig, das zweite Laufbeinpaar ist das längste. Schenkel und Schienen sind kantig, die Kanten des Schenkels tragen Dornen. Die Beine sind größtenteils dunkelbraun, bei den Weibchen durchschnittlich etwas grauer. Die Körpergrundfarbe ist variabel, auch hier sind die Weibchen etwas grauer. Die Körperunterseite ist hellbeige bis kalkweiß und ohne Zeichnung.

## Lebensweise
Die Eier werden zu Paketen verklumpt in Erdritzen abgelegt. Dies kann auf einen einzigen Klumpen mit etwa 200 Eiern beschränkt sein, oder es werden in einem Abstand von wenigen Tagen bis zu drei Wochen maximal drei Eipakete abgelegt. Das zweite und dritte Eipaket beinhaltet nur etwa 100 Eier. Junge Tiere sind hauptsächlich in der Bodenstreu zu finden, erwachsene Tiere in der Krautschicht. Phalangium opilio kann auch bis zu −10 °C über einen Zeitraum von bis zu zwei Wochen überleben. Die Tiere ernähren sich räuberisch von Gliederfüßern. 

## Verbreitung
Die Art ist in Mitteleuropa fast überall häufig. Man findet die Tiere in offenem Gelände, auf Wiesen und Trockenrasen, in Gärten und an Wegrändern. Geschlechtsreife Tiere findet man von Juni bis November. 